# Amri Wandel
Amri Shraga Wandel (in ebraico אמרי שרגא וונדל‎?; Tel Aviv, 1954) è un astrofisico ed esperantista israeliano.
Professore presso l'Università di Gerusalemme, si è occupato principalmente di astrobiologia, buchi neri e galassie attive.
In àmbito esperantista è noto per essere stato, insieme con Jouko Lindstedt e Giorgio Silfer,  uno dei principali redattori e firmatari del Manifesto di Rauma. È stato presidente di TEJO (1981-1983) ed è membro dell'Akademio de Esperanto dal 1992. È stato presidente dell'Accademia Internazionale delle Scienze (AIS) di San Marino dal 2016 fino al suo discioglimento nel 2020.

## Studi e carriera universitaria
Nel 1974 consegue la laurea in fisica e informatica presso l'Università di Tel Aviv. Negli anni 1974-1980 prestò servizio nelle Forze di difesa israeliane. Proseguì poi gli studi sino al conseguimento, nel 1978, della laurea magistrale in fisica, sempre all'Università di Tel Aviv. Nel 1980 consegue il dottorato in astrofisica alla Stony Brook University. Dal 1983 al 1988 svolge un post-dottorato in astrofisica presso l'Università di Princeton, l'Università del Maryland e l'Università di Stanford.
Ritornato in Israele, iniziò a lavorare nel 1988 come ricercatore presso l'Istituto Weizmann dove rimase sino al 1990, anno in cui si trasferì all'Università Ebraica. Nel 1999 ha ideato un corso dal titolo «Astrofisica e vita nell'universo», di cui è stato anche docente.
Durante l'anno sabbatico 1998-1999 è stato professore in visita presso il Dipartimento di astronomia dell'Università della California, Los Angeles (UCLA), dove ha tenuto quattro corsi di astrofisica. Durante l'anno trascorso all'UCLA, Wandel collaborò alla ricerca sui nuclei galattici attivi insieme col professor Math Malkan, pubblicando tre articoli sul tema dei buchi neri massicci. Uno dei suoi articoli, che fu il primo a presentare la relazione tra massa e luminosità dei buchi neri massicci nelle galassie attive, è stato citato più di 600 volte. Grazie al risultato conseguito, Wandel e Malkan ottennero un assegno di ricerca della Fondazione BSF. Da allora, Wandel ha insegnato per alcuni anni nei corsi estivi dell'UCLA e ha mantenuto collaborazioni di ricerca con l'ateneo californiano.
Dal 2018 è presidente dell'Associazione israeliana per l'astrobiologia e l'inizio della vita.
Wandel è ricercatore senior presso l'Istituto Racah di Fisica dell'Università Ebraica di Gerusalemme. Detiene su Scopus un indice H pari a 16 (aprile 2023). È membro dell'Unione Astronomica Internazionale.

## Esperanto

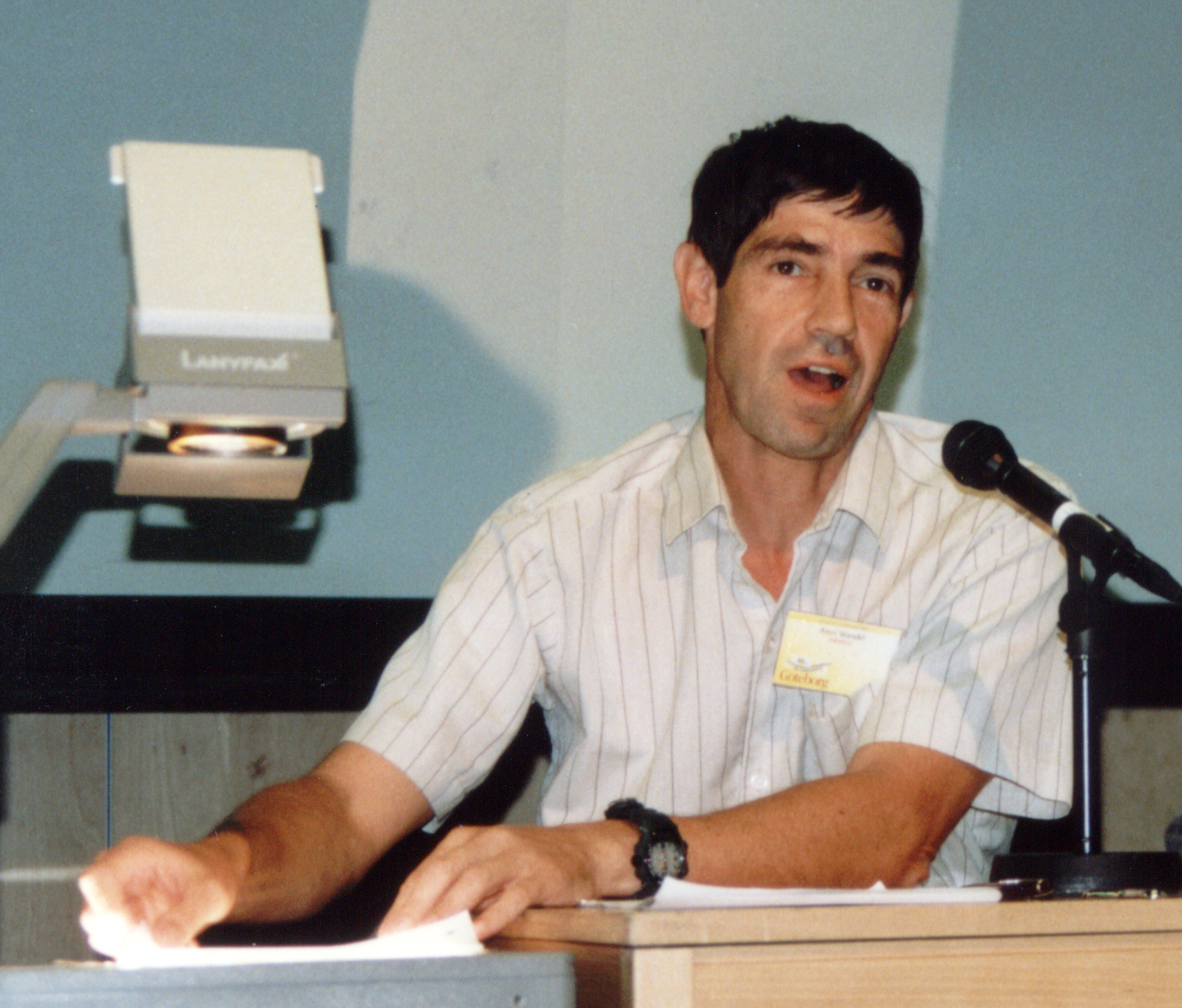
Wandel al Congresso Universale di Göteborg del 2003

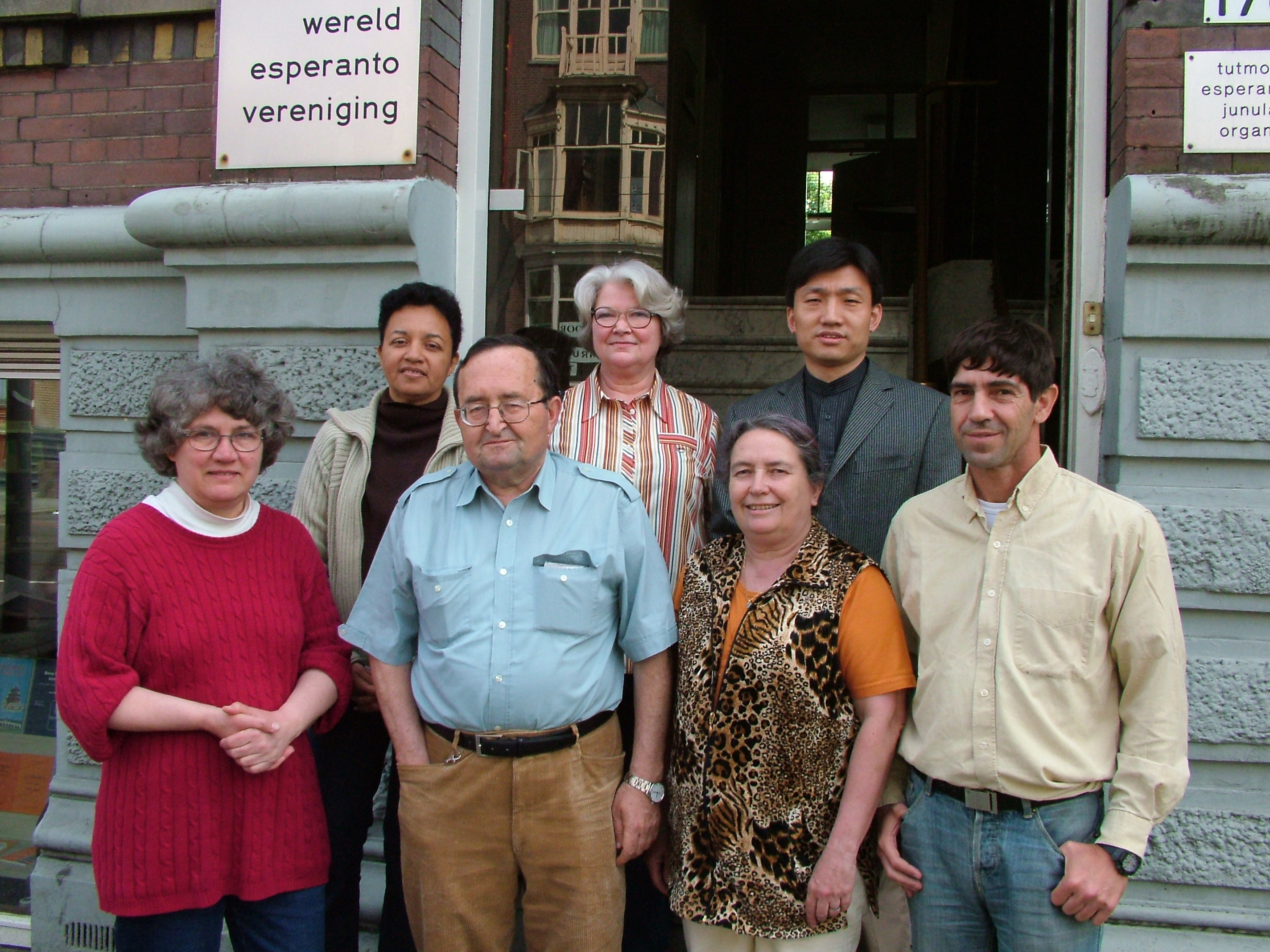
Amri Wandel (a destra) di fronte all'Ufficio centrale dell'UEA, nel 2005.

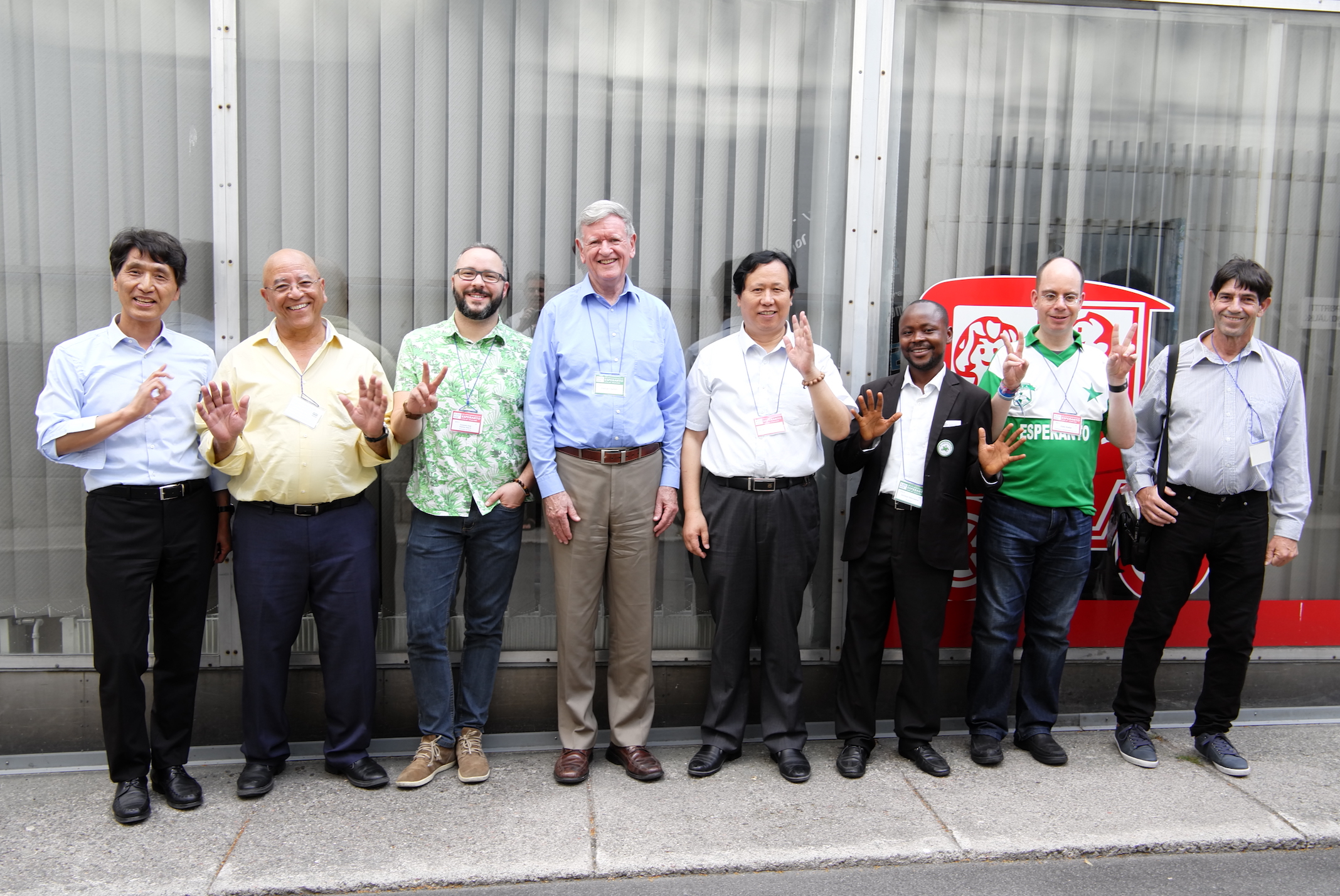
Amri Wandel (a destra) con altri membri del direttivo dell'UEA. Congresso universale di esperanto del 2019, Lahti, Finlandia.

### Ruolo nel movimento esperantista
Apprese l'esperanto nel 1974. Negli anni '70 è stato attivo nella Lega giovanile esperantista israeliana (in esperanto Junulara Esperanto-Ligo Israela); fu membro del consiglio direttivo di TEJO (dal 1977), presidente di TEJO (1981-1983) e, successivamente, presidente onorario.
«L'esperanto è nato nella stessa epoca in cui ci fu la rinascita della [lingua] ebraica moderna», ha spiegato durante un'intervista del 2023 rilasciata a Jewish News Syndacate, soggiungendo: «alcuni ebrei scelsero l'ebraico, mentre altri scelsero l'esperanto.»
In Israele è stato presidente della Lega esperantista israeliana (in esperanto Israela Esperanto-Ligo; 1990-1996; 2008-2020) e redattore del suo bollettino dal titolo Israela Esperantisto (2008-2019).
È membro del Comitato dell'UEA dal 1989 e più volte membro del direttivo dell'UEA (1995-1998, 2004-2007, 2010-2013 e 2019-2022). Dal 1995 è membro del Consiglio dell'UEA per le attività scientifiche e accademiche. A livello nazionale, fu tra gli organizzatori del Congresso universale del 2000, tenutosi a Tel Aviv.
Nel 1992 entra a far parte dell'Akademio de Esperanto.
Fu, insieme con Jouko Lindstedt e Giorgio Silfer, uno dei principali redattori e firmatari del Manifesto di Rauma (1980), che pose le basi del raumismo. È stato presidente dell'Accademia Internazionale delle Scienze (AIS) di San Marino dal 2016 fino al suo discioglimento nel 2020.
Dal 2007 è segretario dell'Internacia Kongresa Universitato (IKU) ed è fondatore e rettore dell'Internacia Vintra Universitato. Ha sovente collaborato con l'IKU, di cui ha curato numerose pubblicazioni. Alle conferenze dell'IKU ha tenuto lectio su vari argomenti inerenti all'astrofisica, tra cui la ricerca della vita extraterrestre, l'astronomia inca, l'astronomia cinese e orientale, lo sviluppo dei telescopi da Galileo a Hubble, il fenomeno dell'aurora polare, la rivoluzione scientifica di Albert Einstein, l'astrobiologia, i buchi neri e le onde gravitazionali.
Nel periodo 1996-1998 e nel 2006, in qualità di allora membro del consiglio dell'UEA per le attività scientifiche e professionali, Amri Wandel ha fatto più volte fatto visita alla sede dell'UNESCO e dell'Association internationale des universités (IAU) a Parigi, informando sulle attività dell'IKU e sull'AIS.
Nel 2015 ha pubblicato uno studio sul numero di locutori dell'esperanto; lo studio si è basato sull'uso dell'esperanto sui social, stimando circa due milioni di parlanti in tutto il mondo. Questo studio è diventato per alcuni anni il riferimento per il numero di parlanti esperanto sul sito Ethnologue.
Nel 2012 ha registrato online una versione in esperanto di 33 lezioni del suo corso di astrofisica presso l'Università Ebraica di Gerusalemme come parte della «Universitato de Esperanto» (lett. "Università dell'esperanto").

### Opinione sul futuro dell'esperanto
Durante una conferenza in occasione del Congresso universale di esperanto del 2010, che ebbe luogo all'Avana, Wandel ha affermato che la neutralità dell'esperanto, un argomento che appariva di attualità nel mondo diviso della guerra fredda, ha poi perso la sua importanza nel corso di quella ch'egli definisce una «nuova era della globalizzazione sovranazionale». Secondo Wandel, grazie ai sistemi di traduzione automatica che consentono una facile traduzione tra le lingue, anche la facilità di apprendimento dell'esperanto è una caratteristica meno importante oggi che non in passato. Wandel ha anche suggerito che l’esperanto e la lingua inglese non dovrebbero necessariamente considerarsi rivali in campo internazionale.
In altre occasioni, Wandel ha sostenuto che l'attuale status quo linguistico potrebbe volgersi in futuro a favore dell’esperanto; questo, secondo Wandel, può avvenire nel caso in cui si verifichi un cambio nelle forze internazionali, economiche e politiche nella direzione di un maggiore equilibrio tra le lingue più diffuse, mentre si rafforza la necessità di una lingua unica per la comunicazione. È opinione di Wandel, che in una siffatta situazione l'esperanto possa divenire un candidato naturale per gli scambi internazionali, data la sua neutralità e facilità d'apprendimento.

### Dichiarazione del 2023 sulla guerra a Gaza
Il 13 novembre 2023 Wandel ha trasmesso una dichiarazione pubblica della Lega esperantista israeliana, nella quale gli esperantisti israeliani avallavano apertamente l'intervento militare israeliano a Gaza. Nella dichiarazione si legge che «nello spirito del sogno di Zamenhof per una pace mondiale, la Lega esperantista israeliana condanna tutte le guerre e sostiene soluzioni diplomatiche ai conflitti»; cionnondimeno, secondo Wandel, affinché i «crimini di guerra del 7 ottobre» non si ripetano, «occorre sradicare il regno di Hamas». Il comunicato prosegue constatando che «Purtroppo anche i palestinesi residenti nella striscia di Gaza hanno sofferto, soffrono e soffriranno molto a causa della guerra», ma questo, secondo Wandel, non può essere evitato «per consentire una soluzione duratura al conflitto e una futura ricostruzione di Gaza e della regione circostante in Israele, vantaggiosa per entrambi i popoli».

## Vita privata
È sposato e risiede dal 2000 nella città di Modi'in. Ha tre figli, ai quali ha insegnato l'esperanto.
Nel 2007 nel «Parku Świata» (Parco del mondo) a Malbork, in Polonia, ha inaugurato un oggetto Zamenhof-esperanto dal titolo «Israelo» e ha piantato un cedro in onore di suo padre, nato nella vicina città di Skórcz. Alla cerimonia hanno presenziato, tra gli altri, i sindaci di Malbork e di Skórcz.
È istruttore di navigazione sportiva e membro dell'associazione israeliana di navigazione. Appassionato di fotografia, le sue foto sono apparse sui media locali.

## Opere

### Traduzioni
Dall'ebraico
- (EO) Fanya Bergstein, Venis vespero, a cura di Amri Wandel, Stanford, 1987.
- (EO) A.S. Wandel, Israelo Kantas: Modernaj Kaj Malnovaj Israelaj Kantoj En Esperanto, Jeli, 1982.
- (EO) Tova Ben-Cvi, Israelo ne ĉesas kanti, su J. Kohen-Cedek, J. Murĵan e A. Wandel (a cura di), katalogo.uea.org, Tel Aviv, Esperanto-Ligo en Israelo, 1993.
- (EO) Amri Wandel, Venu paco, su poezio.net. URL consultato il 13 aprile 2024.
- Kanti gefratoj kune (PDF), su verkoj.com. URL consultato il 13 aprile 2024.

Dall'inglese
- (EO) Rudyard Kipling, La krabo kiu ludis kun la maro, a cura di Amri Wandel, Pisa, Edistudio, 1993.

### Libri
- (EO) David Galadí-Enríquez e Amri Wandel, La Kosmo kaj Ni, 4ª ed., Anversa, Flandra Esperanto-Ligo, 2022. La prima edizione fu premiata dall'Accademia internazionale delle scienze San Marino (premio Pirlot 2001).[39]

### Dizionari
- (EO) Hejma vortaro, Rotterdam, Associazione universale esperanto, 1999, ISBN 9290170654. Si è occupato dei lemmi in ebraico.[40]
- (EO) La nova Plena Ilustrita Vortaro de Esperanto, ISBN 2950243258. Ha collaborato per la terminologia dell'astrofisica.[41]

## Nella cultura di massa
Un articolo di Amri Wandel dal titolo «אֶסְפֶרְנְטו ובעיית התקשורת הבין-לאומית‎» ("L'esperanto e il problema della comunicazione internazionale") è apparso nel 2009 nell'esame di stato israeliano sulle espressioni e la lingua ebraica; l'articolo apparve in origine sulla rivista scientifica e tecnologica «כמעט 2000‎» (numero 7, estate 1995).
Inoltre, un estratto di una lezione di Amri Wandel intitolata «החיים בעולמות רחוקים‎» (Vita in mondi lontani) chiude il brano «אין בינינו חלל‎» (Non c'è spazio tra noi) del rapper israeliano Tuna nel suo album «ועכשיו לחלק האינטרגלקטי‎» (E ora passiamo alla parte intergalattica). La voce di Wandel è riprodotta come se provenisse da un walkie-talkie; Wandel dice:
(Tuna, אין בינינו חלל‎)